# Gl. Holtegaard-Breda Fonden
Gl. Holtegaard-Breda Fonden (egentlig Gl. Holtegaard – Breda Fonden Fonden for malerinden Ebba Breda's kunst og Gl. Holtegaard) er en fond tilknyttet Gammel Holtegaard.
Det var Aase Breda (1895-1986) der oprettede fonden i 1972.
Aase og hendes søster malerinden Ebba Breda boede oprindeligt i ejendommen Lille Frederikslund i Holte.
Aase Breda ønskede at ejendommen skulle anvendes som udstillingssted for søsterens kunst.
I september 1972 vedtog kommunalbestyrelsen et tillæg til byplanvedtægten for at imødekomme Aase Breda's ønske.
Men i 1986 da Aase Brede døde fandt fonden at ejendommen var for forfalden og besluttede at rive huset ned.
Efter en aftale med kommunen indgik Ebba Breda's kunst i Gammel Holtegaards samling, huset blev revet ned og grunden udstykket.
Tidligere bestyrelsesmedlemmer har blandt andet været tidligere Rudersdal-borgmester Erik Fabrin, direktøren for Den Hirschsprungske Samling Marianne Saabye,
Birgitte Hamborg, Knud Sloth og Claus Larsen.
Fonden ejede også beboelsesejendommen Sundvej nr. 4-14 i Hellerup.
I 2010 havde fonden i to år haft underskud på 8,5 millioner kroner.
En række personer med tilknytning til fondens bestyrelsen boede billigt til leje på de attraktive adresser på Sundvej.
I 2008 ansatte bestyrelsen for fonden Mads Damsbo som direktør for Gammel Holtegaard.
Han blev den 1. september 2013 afløst af Maria Gadegaard.

## Henvisning
1. ↑  "Lokalplan 55.2 for Lille Frederikslund".{{cite web}}:  CS1-vedligeholdelse: url-status (link)
2. 1 2  Katrine Wied (16. oktober 2010). "Direktør snupper selv billig lejlighed". sn.dk. (Webside ikke længere tilgængelig)
3. 1 2  Katrine Wied, Steffen Slot (14. oktober 2010). "Millioner siver fra Fabrins museumsfond". sn.dk. (Webside ikke længere tilgængelig)
4. ↑  Katrine Wied, Lars Ramlow, Steffen Slot (15. oktober 2010). "Fabrin blåstempler vennerne". sn.dk.{{cite news}}:  CS1-vedligeholdelse: Flere navne: authors list (link) (Webside ikke længere tilgængelig)
5. ↑  Camilla Pedersen (14. oktober 2010). "Fabrins børn meldt til SKAT". sn.dk. (Webside ikke længere tilgængelig)
6. ↑  MHB (6. august 2008). "Gl. Holtegaard får ny direktør". Kunsten.nu. Arkiveret fra originalen 25. marts 2016. Hentet 16. oktober 2010.
7. ↑  "Arkiveret kopi". Arkiveret fra originalen 4. august 2013. Hentet 24. august 2013.